# Francesco Acerbi
Francesco Acerbi (nascido em 10 de fevereiro de 1988, em Vizzolo Predabissi, Itália) é um futebolista italiano que atua como zagueiro. Atualmente, defende a Internazionale e a Seleção Italiana de Futebol.

## Carreira

### Início
Acerbi iniciou sua carreira profissional no Pavia, clube da sua cidade natal, passando por empréstimos ao Renate e Spezia. Em 2010, transferiu-se para a Reggina, destacando-se e garantindo passagens por clubes maiores como Chievo e Milan.

### Sassuolo e Lazio
Em 2013, Acerbi assinou com o Sassuolo, clube recém-promovido à Serie A. Durante esse período, enfrentou um câncer testicular, diagnosticado em 2013, mas conseguiu se recuperar e voltou a jogar em 2014. Posteriormente, em 2018, transferiu-se para a Lazio, onde conquistou a Coppa Italia (2018–19) e a Supercoppa Italiana (2019).

### Inter
Em 2022, foi emprestado à Internazionale. Na temporada 2022–23, foi peça chave na campanha da equipe, que chegou à final da Liga dos Campeões da UEFA. Em maio de 2025, Acerbi marcou gol decisivo na semifinal contra o Barcelona, ajudando a levar o jogo para a prorrogação e classificando a Inter para a final. A Inter exerceu a opção de compra e contratou Acerbi em definitivo para a temporada 2023–24, na qual conquistou o título da Serie A.

## Seleção Italiana
Acerbi estreou pela Seleção Italiana de Futebol em 2014. Foi convocado para a Euro 2020 (realizada em 2021), participando de três partidas, inclusive a vitória nas oitavas contra a Áustria. A Itália sagrou-se campeã do torneio. Em 2024, anunciou sua aposentadoria da seleção após um incidente polêmico envolvendo acusações de racismo, que foram arquivadas por falta de provas.

## Estatísticas

### Clubes
| Clube          | Temporadas | Jogos | Gols |
| -------------- | ---------- | ----- | ---- |
| Pavia          | 2006–2010  | 48    | 3    |
| Renate (empr.) | 2007       | 13    | 1    |
| Spezia (empr.) | 2007–2008  | 38    | 1    |
| Reggina        | 2010–2011  | 43    | 2    |
| Chievo         | 2011–2012  | 17    | 0    |
| Milan          | 2012–2013  | 6     | 0    |
| Sassuolo       | 2013–2018  | 157   | 11   |
| Lazio          | 2018–2022  | 135   | 5    |
| Inter (empr.)  | 2022–2023  | 30    | 1    |
| Inter          | 2023–      | 51    | 3    |

### Seleção Italiana
| Ano       | Jogos | Gols |
| --------- | ----- | ---- |
| 2014–2024 | 34    | 1    |

## Títulos

### Clubes
- Lazio
  - Coppa Italia: 2018–19
  - Supercoppa Italiana: 2019

- Inter de Milão
  - Serie A: 2023–24
  - Coppa Italia: 2022–23
  - Supercoppa Italiana: 2022, 2023
  - Vice-campeão da UEFA Champions League: 2022–23

### Seleção Italiana
- UEFA Euro: 2020

### Prêmios Individuais
- Pallone d'Argento: 2014–15

### Honrarias
- Cavaleiro da Ordem do Mérito da República Italiana: 2021

## Vida pessoal
Acerbi enfrentou desafios pessoais ao longo de sua carreira, incluindo duas batalhas contra câncer testicular e a superação do alcoolismo e depressão após a perda do pai.